# Stanislav Janevski
Stanislav Rumenov Janevski, in bulgaro Станислав Руменов Яневски? (Sofia, 16 maggio 1985), è un attore bulgaro, conosciuto principalmente per aver interpretato Viktor Krum nel film Harry Potter e il calice di fuoco.

## Biografia
Nato in Bulgaria, Janevski e sua sorella hanno vissuto in Israele e in Inghilterra, dove era conosciuto per le sue abilità atletiche. Mentre frequentava la Mill Hill School in Inghilterra, Janevski non aveva nessuna particolare aspirazione teatrale e non era uno studente di recitazione. Aveva soltanto fatto il provino per Harry Potter e il calice di fuoco dopo essere stato notato da Fiona Weir, una direttrice del casting che gli suggerì di partecipare ad un laboratorio teatrale, cosa che lo ha portato ad essere scelto per la parte di Viktor Krum, un personaggio d'origine bulgara. Fu selezionato fra 600 aspiranti, la maggior parte dei quali aveva fatto il provino a Sofia, in Bulgaria.
L'assunzione di Janevski è stata annunciata il giugno 2004. Durante le riprese, ha fatto amicizia con gli attori Robert Pattinson ed Emma Watson. Tornerà ad interpretare Viktor Krum in Harry Potter e i Doni della Morte - Parte 1, benché la scena della sua comparsa sia stata tagliata prima che uscisse il film. Nel 2007 ha partecipato al film di Eli Roth Hostel: Part II.

## Filmografia

### Cinema
- Harry Potter e il calice di fuoco (Harry Potter and the Goblet of Fire), regia di Mike Newell (2005)
- Hostel: Part II, regia di Eli Roth (2007)
- Resistance, regia di Amit Gupta (2011)
- XIa, regia di Georgi Kostov (2016)
- Last Man Down, regia di Fansu Njie (2021)

### Televisione
- Undercover - serie TV, 9 episodi (2011)
- Sofia Residents in Excess - serie TV, 3 episodi (2013, 2015)

## Doppiatori italiani
- Gabriele Lopez in Hostel: Part II